# Conspiração da mina
A Conspiração da Mina (em castelhano:  conspiración de la mina) foi uma tentativa frustrada de assassinato contra o presidente de facto do Uruguai, Venancio Flores. A conspiração ocorreu em junho de 1867 e teria sido orquestrada pelo "Partido Conservador", uma ala do Partido Colorado ao qual Flores pertencia.
Em 30 de junho de 1867, a polícia descobriu um túnel que, partindo de uma casa adjacente ao Forte (então sede do governo), terminava logo abaixo do escritório onde trabalhava o "governador provisório" Venancio Flores. Ali haviam sido colocados dois barris de pólvora que, se tivessem explodido, certamente teriam custado a vida do caudilho colorado.
O autor dos explosivos foi um engenheiro alemão chamado Neumayer, que alegou ter sido contratado para executá-los — sem, é claro, saber o propósito — por um notório militar colorado, Eduardo Bertrand, figura de grande confiança do general José Gregorio Suárez. Sem dúvida, foi um atentado contra a vida de Flores, que na época estava profundamente afastado de "Goyo Jeta" (Gregorio Suárez) por ter se recusado a apoiar sua pretendida candidatura presidencial.
Bertrand conseguiu escapar para Buenos Aires, mas Suárez e seus principais subordinados foram presos como suspeitos. Após serem apresentados a um juiz, foram liberados por falta de provas. A única medida que Flores tomou contra Suárez foi muito discreta: proibiu-o de sair de Montevidéu. Como aconteceria mais tarde, o incidente assumiu uma importância inesperada.